# Talijanska malonogometna reprezentacija
Talijanska malonogometna reprezentacija predstavlja Italiju u međunarodnim malonogometnim (futsal) natjecanjima u organizaciji nogometnih organizacija FIFA i UEFA.

## Uspjesi
Reprezentacija Italije je nastupala na 5 Svjetskih i 7 Europskih malonogometnih prvenstava, a najveći rezultat je ostvarila na Europskom prvenstvu 2003. godine, kojem je bila domaćin, osvojivši prvo mjesto. Na Svjetskom malonogometnom prvenstvu održanom 2004. godine u Tajvanu ova je reprezentacija osvojila drugo mjesto.